# Föderation Malaya
Die Föderation Malaya (malaiisch Persekutuan Tanah Melayu) wurde am 1. Februar 1948 gegründet. Sie ersetzte die 1946 gegründete Malaiische Union und bestand bis zur Gründung Malaysias im Jahre 1963.

## Gliederung
Die Föderation umfasste die britischen Siedlungen Penang und Malakka und die neun malaiischen Staaten (Federated Malay States und Unfederated Malay States):
| Staat / Kolonie   | Fläche in km² | Einwohner in 1.000 (1953) | Einwohner je km² | Hauptstadt       |
| ----------------- | ------------- | ------------------------- | ---------------- | ---------------- |
| Dschohor          | 18.961        | 891                       | 47               | Dschohor Bharu   |
| Kedah             | 9.479         | 658                       | 68               | Alor Star        |
| Kelantan          | 14.881        | 502                       | 34               | Kota Bharu       |
| Malakka           | 1.639         | 289                       | 176              | Malakka          |
| Negri Sembilan    | 6.604         | 328                       | 79               | Kuala Pilah      |
| Pahang            | 35.930        | 286                       | 49               | Kuala Lipis      |
| Penang            | 1.036         | 522                       | 504              | Georgetown       |
| Perak             | 20.667        | 1.139                     | 55               | Taiping          |
| Perlis            | 802           | 82                        | 102              | Kangar           |
| Selangor          | 8.202         | 865                       | 105              | Kuala Lumpur     |
| Trengganu         | 13.079        | 253                       | 19               | Kuala Terengganu |
| Föderation Malaya | 131.280       | 5.815                     | 44               | Kuala Lumpur     |

Während die malaiischen Staaten Protektorate waren, blieben Penang und Malakka britische Kronkolonien. Wie die Malaiische Union umfasste auch die Föderation nicht Singapur, das davor normalerweise als Teil Malayas angesehen wurde. In Penang befand sich das Hauptquartier der ANZAM, die ein Netzwerk zur Verteidigung Malayas darstellte und Australien und Neuseeland mit umfasste.

## Geschichte
Die Föderation Malaya wurde am 31. August 1957 ein unabhängiger Staat innerhalb des Commonwealth – das Datum wird heute als Malaysias Unabhängigkeitstag Hari Merdeka begangen. 1963 wurde die Föderation unter dem neuen Namen Malaysia durch Singapur (bis 1965), Sarawak und Britisch-Nordborneo, das später in Sabah umbenannt wurde, erweitert. Im Herbst 1964 kam es zu massiven Unruhen zwischen chinesischen und nicht-chinesischen Einwohnern Singapurs. Nach heftigen ideologischen Konflikten zwischen der Stadtregierung und der Föderationsregierung in Kuala Lumpur sowie wegen Befürchtungen auf malaysischer Seite, dass die Unruhen über die Stadt hinaus ausgreifen könnten, wurde Singapur am 7. August 1965 aus der Föderation ausgeschlossen.

## Wirtschaft
Zur Zeit der Unabhängigkeit hatte Malaya nach Japan das höchste Pro-Kopf-Einkommen in Asien. Die Wirtschaft basierte hauptsächlich auf Landwirtschaft und dem Export landwirtschaftlicher Erzeugnisse.

## Bevölkerungsgruppen
Die Malaien, die etwa 52 % der Bevölkerung ausmachten, dominierten die Politik und den öffentlichen Sektor, waren aber relativ arm. Die meisten Malaien gingen Beschäftigungen in der Landwirtschaft mit geringer Produktivität nach. Die Chinesen (37 %) hatten mehr wirtschaftliche Macht und dominierten die meisten modernen Berufsgruppen. Die Politik des jungen Landes war deswegen von dem Dilemma geprägt, auf der einen Seite die wirtschaftspolitischen Ziele erreichen zu müssen, auf der anderen Seite aber die Harmonie unter den Ethnien und die politische Stabilität aufrechtzuerhalten.
| Jahr | Malaien   | Chinesen  | Inder   | Andere |
| ---- | --------- | --------- | ------- | ------ |
| 1948 | 2.457.014 | 1.928.965 | 536.646 | 64.802 |
| 1951 | 2.631.154 | 2.043.971 | 566.371 | 75.726 |